# UCI-Trial-Weltcup 2003
Beim UCI-Trial-Weltcup 2003 wurden durch die Union Cycliste Internationale die Weltcupsieger im Trial ermittelt.

## Ablauf
Der Weltcup 2003 bestand aus zwei Läufen:
- Stryszów: 5.–6. Juli
- Pra-Loup: 8.–10. August

Ursprünglich waren drei Läufe geplant, im Juni in Stryszów, im August in Melsungen und im Oktober im US-amerikanischen Fresno. Der erste Lauf wurde um einen Monat verschoben, wobei die Qualifikation am 5. Juli in Stryszów stattfand, der Endkampf mit Halbfinale und Finale im unweit gelegenen Tarnawa Dolna. Melsungen wurde durch Pra-Loup ersetzt, welches auch die Trial-Weltjugendspiele übernahm; diese fanden am 9. August zwischen Qualifikation und Endkampf statt. Das Finale in Fresno wurde aus finanziellen Gründen abgesagt.

## Männer 20 Zoll
Insgesamt nahmen 29 Teilnehmer aus 7 Nationen an den Wettbewerben teil.
| # | Datum      | Ort      | Erster           | Zweiter          | Dritter          |
| - | ---------- | -------- | ---------------- | ---------------- | ---------------- |
| 1 | 6. Juli    | Stryszów | Rafał Kumorowski | Marco Hösel      | Michael Hampel   |
| 2 | 10. August | Pra-Loup | Marco Hösel      | Diego Barrio Roa | Rafał Kumorowski |

Gesamtwertung
| Platz | Name             | Punkte |
| ----- | ---------------- | ------ |
| 1     | Marco Hösel      | 235    |
| 2     | Rafał Kumorowski | 230    |
| 3     | Paweł Reczek     | 195    |
| 4     | Andreas Lehmann  | 175    |
| 5     | Roger Keller     | 160    |
| 6     | Stefan Moor      | 155    |

## Männer 26 Zoll
Es gab 28 Teilnehmer aus 9 Nationen, allesamt aus Europa.
| # | Datum      | Ort      | Erster              | Zweiter       | Dritter      |
| - | ---------- | -------- | ------------------- | ------------- | ------------ |
| 1 | 6. Juli    | Stryszów | Kenny Belaey        | Jean Flambert | Stefan Lange |
| 2 | 10. August | Pra-Loup | Giacomo Coustellier | Kenny Belaey  | Marc Caisso  |

Gesamtwertung
| Platz | Name              | Punkte |
| ----- | ----------------- | ------ |
| 1     | Kenny Belaey      | 235    |
| 2     | Marc Caisso       | 185    |
| 3     | Jean Flambert     | 170    |
| 4     | Stefan Lange      | 167    |
| 5     | Tomasz Kramarczyk | 162    |
| 6     | Vincent Pailhon   | 146    |